# Bendis postica
Bendis postica là một loài bướm đêm trong họ Noctuidae.